# Индепендьенте Петролеро
«Индепендье́нте Петроле́ро» (исп. Club Independiente Petrolero) — боливийский футбольный клуб из города Сукре. Клуб провёл более 20 сезонов в высшем дивизионе чемпионата Боливии. После возвращения в Примеру в 2021 году сумел впервые в своей истории стать чемпионом страны.

## История
Название команды в переводе с испанского языка означает «Независимый нефтяник». Клуб был основан 4 апреля 1932 года. Впервые в высший дивизион боливийского футбола (до 1976 года назывался «Кубок Симона Боливара») пробился в 1972 году, затем выступал в элите в 1975—1976, 1981—1983 годах. Вернувшись в Примеру в 1990 году, «Индепендьенте Петролеро» провёл свой самый долгий период без вылета в 15 чемпионатов подряд — последние два были в 2003 году, когда в Боливии уже перешли на выявление двух чемпионов за год — Апертуры и Клаусуры. «Индепендьенте» занял последнее место по итогам сезона и вылетел в региональные лиги.
В 1999 году «красно-белые» впервые выступили на международной арене. В 1/8 финала Кубка КОНМЕБОЛ боливийцы достойно сражались с будущим победителем турнира — дома они выиграли у аргентинского «Тальереса» (Кордова) со счётом 4:1, в гостях уступили 0:3, и лишь в серии пенальти со счётом 5:4 сильнее была аргентинская команда.
После 18-летнего отсутствия «Инде» в 2021 году вернулся в Профессиональный дивизион (благодаря расширению лиги в Примеру попали оба финалиста Кубка Симона Боливара, а команда из Сукре в этом турнире в 2020 году в решающей стадии уступила «Реалу Томаяпо»). Под руководством аргентинского тренера Марсело Робледо «Индепендьенте Петролеро» в декабре сумел стать чемпионом Боливии, который вновь стал разыгрываться по классической системе (один чемпион за один календарный год). Набрав 65 очков, «Инде» на одно очко опередили «Олвейс Реди» и на два — третьего призёра «Стронгест». Президентом клуба в этом знаментальном для команды сезоне была женщина — предприниматель Дженни Монтаньо.

## Достижения
- Чемпион Боливии (1): 2021
- Финалист Кубка Симона Боливара (аналог второго дивизиона) (1): 2020